# Sacculina rathbunae
Sacculina rathbunae är en kräftdjursart som beskrevs av Hilbrand Boschma 1933. Sacculina rathbunae ingår i släktet Sacculina och familjen Sacculinidae. Inga underarter finns listade i Catalogue of Life.